# Hartmut Lange
Hartmut Lange, nacido el 31 de marzo de 1937 en Berlín-Spandau,
es un escritor alemán.

## Biografía
Hartmut Lange es hijo de un carnicero y una auxiliar de tienda de Berlín. Su familia se trasladó a Polonia cuando tenía dos años de edad. En 1946 su madre volvió con él a Berlín y luego desde 1947 hasta 1949 estudió arte dramático en la Escuela Alemana de Cine de Berlín-Babelsberg. Entre 1961 y 1964 fue director literario en el Deutsches Theater de Berlín oriental. Hartmut Lange fue enviado prisionero a Yugoslavia en 1965 desde la RDA. Trabajó en el Berlín Oeste en la sala Schaubühne am Halleschen Ufer como dramaturgo. Como obra clave puede considerarse su Diario de un melancólico publicado en 1983. Desde 1982, escribe principalmente Narraciones y Novelas. Vive en Berlín y en Perugia, en Umbria, Italia.

## Premios
- 1966 Premio de la Baja Sajonia
- 1968 Premio Gerhart Hauptmann
- 1989 Premio Laure Bataillon (Premio de Traducción literaria)
- 1998 Premio de Literatura de la Konrad-Adenauer-Stiftung, Kester-Haeusler-Ehrengabe
- 2000 Premio de Honor de la Fundación alemana Schiller,
- 2003 Premio Italo Svevo
- 2004 Premio de la Literatura Norte

## Obras (selección)
- Senftenberg (Cuentos) (1960)
- Marski (1963)
- proceso Perro (1964)
- Hércules (1967)
- La condesa de Rathenow (1969)
- El asesinato del Ajax (1970)
- Trotsky en Coyoacán (1971)
- Staschek o la vida de Ovidio (1972)
- La revolución según Phantom Ship (1973)
- De la voluntad de la razón (1975)
- La esposa de Kauenhofen (1976)
- Más allá del bien y del mal, o Los últimos días de la Cancillería del Reich (1978)
- Margarita Achternach , Publicado por SEIX BARRAL como La Isla de los pavos reales (1979)
- El Pastor Koldehoff (1980)
- Auto-inmolación, Roman (1982)
- Diario de un melancólico (1983)
- La sonata Waldstein, cuentos (1984) ISBN 3-257-01669-7
- El concierto, cuento (1986) ISBN 3-257-01708-1. Seix Barral (1987)
- La fatiga, el cuento (1988) ISBN 3-257-01763-4
- El Viaje a Trieste, cuento (1991) ISBN 3-257-01891-6. Editorial Juventud (1995)
- El acebo, cuento (1993) ISBN 3-257-01948-3
- Angel Exterminador de Schnitzler, cuentos (1995) ISBN 3-257-06032-7
- El hombre de la cafetería, narraciones (1996) ISBN 3-257-06113-7
- Italiano, relatos cortos (1998) ISBN 3-89561-270-7
- Otra forma de la felicidad (1999) ISBN 3-257-06211-7. Acantilado (2001)
- El viaje educativo, cuento (2000) ISBN 3-257-23348-5
- El cuarteto de cuerda, cuento (2001) ISBN 3-257-06281-8
- Cuentos recopilados en dos volúmenes (2002) ISBN 3-257-06293-1
- El Error del conocimiento. Mi experiencia de la realidad como un escritor (2002) ISBN 3-257-06304-0
- Leptis Magna, cuentos (2003) ISBN 3-257-06336-9
- El Caminante, cuento (2005) ISBN 3-257-06480-2
- El terapeuta, cuentos (2007) ISBN 3-257-06596-5
- El abismo de lo finito, cuentos (2009) ISBN 978-3-257-06715-6

## Otras Referencias
- Obras de Hartmut Lange: En el catálogo de Biblioteca Nacional de Alemania (Registro de Hartmut Lange • PICA-Record • (Apper persona de búsqueda)
- Hartmut Lange: DONDE, filmportal.de
- Monika Maron: Hartmut Lange elogio a la adjudicación del Premio Italo Svevo-2003

- Datos: Q90002